# NGC 403
NGC 403 este o galaxie lenticulară situată în constelația Peștii. A fost descoperită în 29 august 1862 de către Heinrich Louis d'Arrest.